# Pelmatochromis
Genre
Pelmatochromis est un genre de poissons perciformes qui appartient à la famille des Cichlidae. Les espèces de ce genres sont toutes fluviatiles et africaines.

## Liste des espèces
Selon FishBase (25 janv. 2017) :
- Pelmatochromis buettikoferi (Steindachner, 1894)
- Pelmatochromis nigrofasciatus (Pellegrin, 1900)
- Pelmatochromis ocellifer Boulenger, 1899

### Note
Selon ITIS:
- Pelmatochromis buettikoferi (Steindachner, 1894)
- Pelmatochromis nigrofasciatus (Pellegrin, 1900)
- Pelmatochromis ocellifer Boulenger, 1899